# R136a1
R136a1 — звезда в звёздном скоплении R136 в эмиссионной туманности NGC 2070, расположенной в Большом Магеллановом Облаке, самая тяжёлая и самая яркая из известных науке звёзд во Вселенной. Относится к звездам типа Вольфа — Райе. Невооружённым глазом, ввиду расстояния 165 000 световых лет, звезда не видна, но окружающее её скопление R136 в туманности «Тарантул» может быть найдено в телескоп с разрешением 50x крат, в южном полушарии или вблизи экватора. Светимость звезды превышает солнечную светимость, по разным оценкам, в 4,7–8,7 млн раз.

## История открытия
21 июля 2010 года команда астрономов под руководством Пола Кроутера, профессора астрофизики из Университета Шеффилда, при исследовании скопления звёзд RMC 136a обнаружила звезду, масса которой значительно превышает массу Солнца. Исследования проводились с использованием массива телескопов VLT Европейской южной обсерватории, а также архивных данных с телескопа «Хаббл».
Учёные обнаружили несколько звёзд с температурой поверхности более 40 000 К, в несколько десятков раз больше и несколько миллионов раз ярче Солнца. Согласно существующим моделям, некоторые из этих звёзд при образовании имели массу более 150 солнечных. Звезда R136a1 оказалась наиболее массивной из известных науке звёзд: её масса составляет 315 масс Солнца, а масса при образовании — более 325.
Подобные сверхтяжёлые звёзды исключительно редки и образуются только в очень плотных звёздных скоплениях. Наблюдение подобных звёзд требует очень высокой разрешающей способности инструментов.
Астрофизики из Института астрономии имени Аргеландера в Бонне (Германия) на основе моделирования процесса формирования звёзд в этой части туманности Тарантула предположили, что R136a1 сформировалась в результате слияния нескольких более мелких звёзд с массой меньше классического предела массы одиночной звезды (150 солнечных масс).

## Физические характеристики

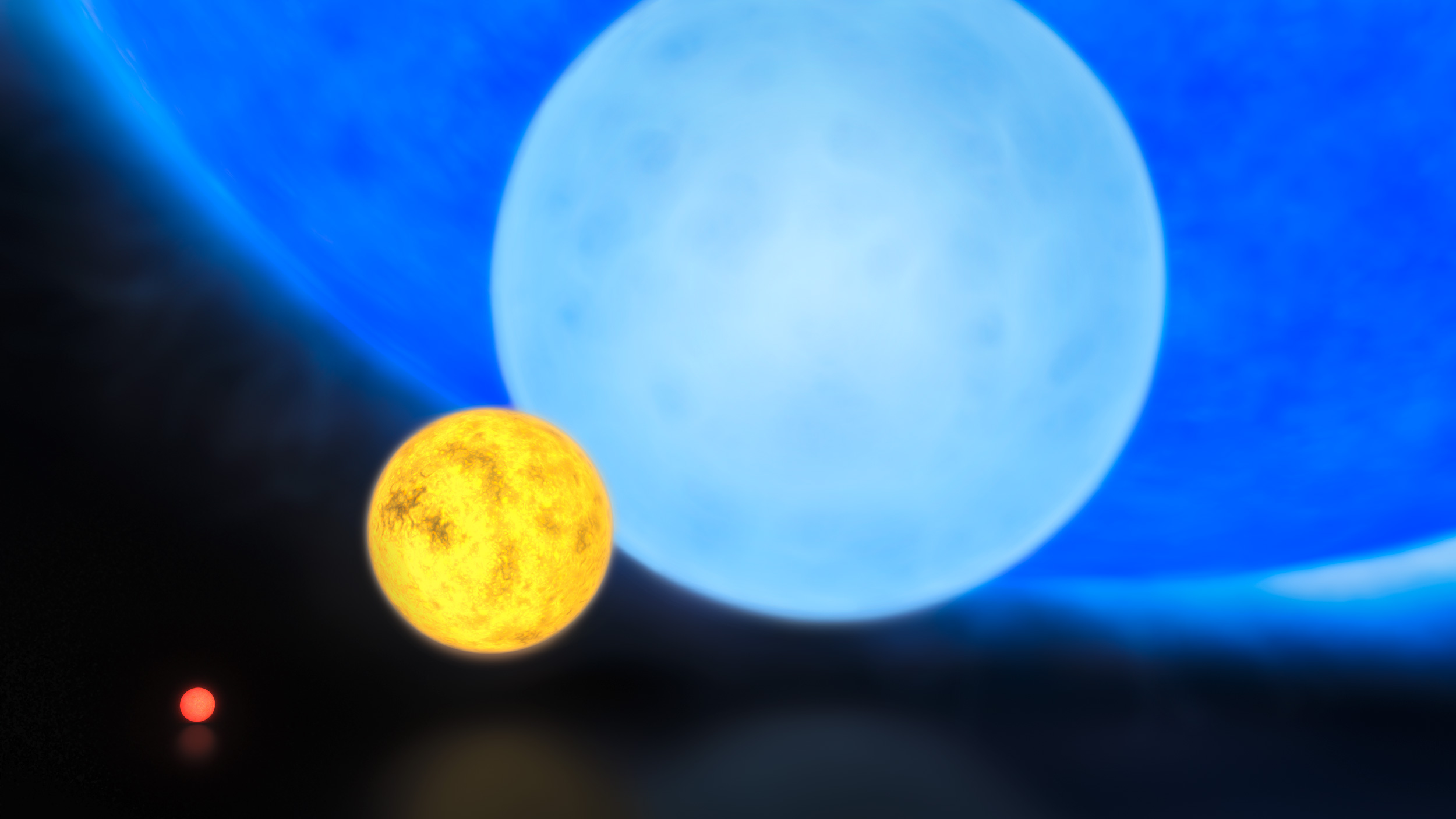
Слева направо: красный карлик, Солнце, голубой гигант, и R136a1

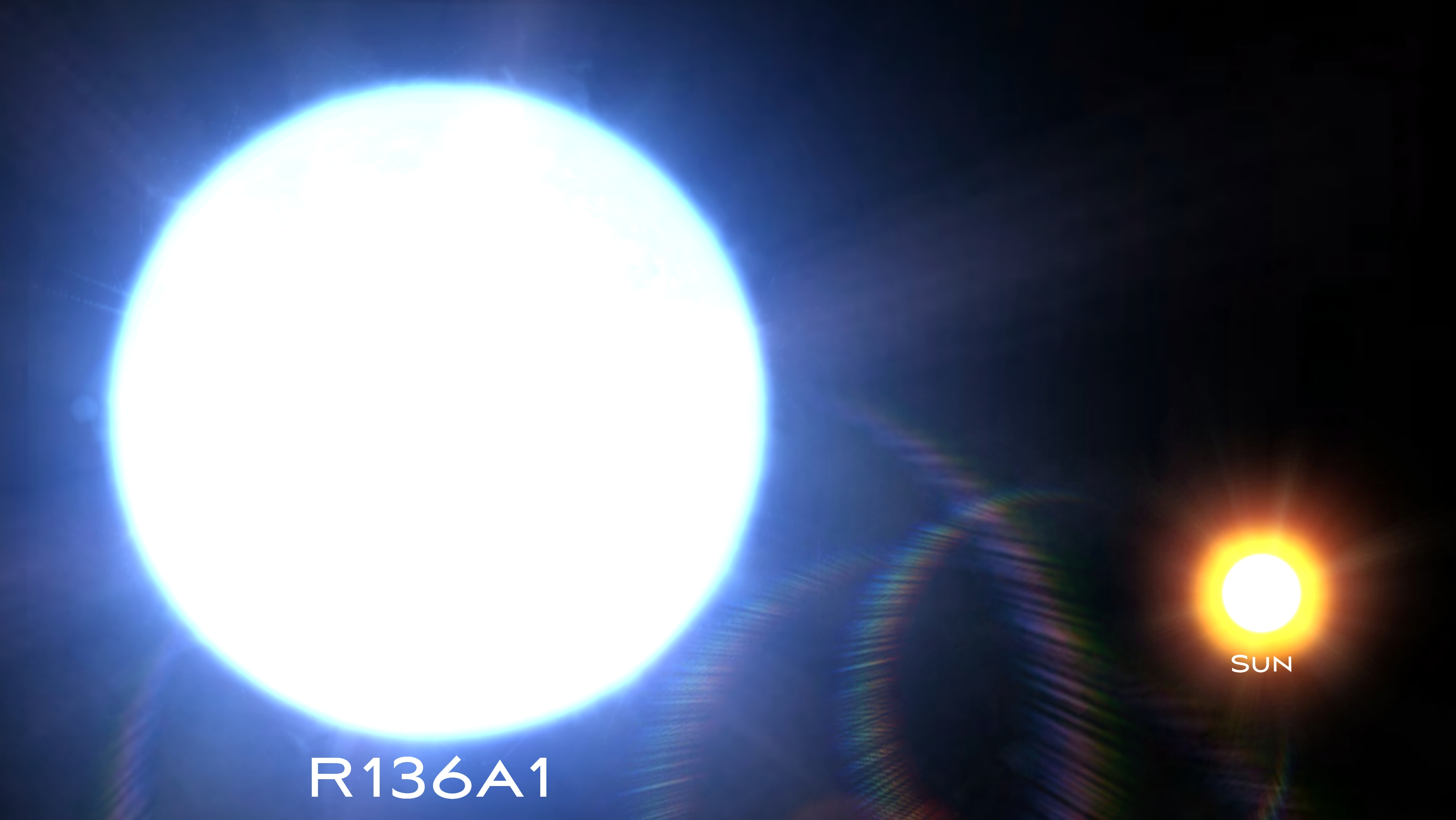
Возможное сравнение размеров R136a1 с Солнцем

До сих пор остаётся неясным вопрос происхождения подобных сверхмассивных звёзд: образовались ли они с такой массой изначально, либо они образовались из нескольких меньших звёзд.
Яркость этой звезды превосходит яркость Солнца в 8,7 млн раз. Сама звезда порождает сильнейший звёздный ветер, что приводит к быстрой потере ею вещества. Обитаемая зона звезды располагается в 2950 а. е. от неё. Однако, жизнь около этой звезды невозможна из-за чрезвычайно интенсивного ультрафиолетового излучения.
Звёзды массой от 8 до 150 солнечных в конце своего жизненного цикла взрываются как сверхновые, оставляя после себя нейтронную звезду или чёрную дыру. Полученные свидетельства существования звёзд массой от 150 до 320 масс Солнца допускают возможность существования исключительно ярких сверхновых, нестабильных по отношению к образованию электрон-позитронных пар, не оставляющих после себя ничего и рассеивающих в окружающее пространство железо в количестве до 10 солнечных масс. Такие сверхновые часто называют гиперновыми.